# Grace VanderWaal
Grace Avery VanderWaal (sinh ngày 15 tháng 1 năm 2004) là nữ ca sĩ kiêm sáng tác nhạc người Mỹ đến từ Suffern, New York. Cô được biết đến rộng rãi từ khi còn nhỏ với giọng hát đặc trưng và thường biểu diễn cùng cây đàn ukulele và đã nhận được nút vàng của Howie Mandel trong America's Got Talent mùa 11. Cô thắng trong cuộc thi America's Got Talent 2016
VanderWaal bắt đầu sự nghiệp âm nhạc của cô bằng việc đăng tải các bài hát do chính cô sáng tác và những bản cover được cô thể hiện lên YouTube. Cô cũng biểu diễn tại các buổi trình diễn nhỏ ngoài trời hoặc trong các quán café gần nơi cô sinh sống. Vào tháng 09 năm 2016, khi chỉ mới 12 tuổi, cô đã chiến thắng cuộc thi truyền hình nổi tiếng Tìm kiếm tài năng nước Mỹ (America's Got Talent) mùa thứ 11 của đài NBC. Trong suốt cuộc thi, cô luôn trình diễn tất cả các ca khúc do chính cô sáng tác. Vào tháng 12 năm 2016, Grace VanderWaal công bố đĩa mở rộng đầu tiên trong sự nghiệp của cô mang tên Perfectly Imperfect do hãng đĩa Columbia Records phát hành.
Cô từng biểu diễn tại Planet Hollywood Resort & Casino tại Las Vegas, Madison Square Garden, buổi lễ khai mạc và bế mạc Thế Vận hội mùa Đông 2017 diễn ra tại Áo, Liên hoan Âm nhạc Thành phố Austin và một số chương trình truyền hình khác. Vào năm 2017, cô đã chiến thắng giải thưởng Radio Disney Music Award cho hạng mục Nghệ sĩ mới xuất sắc nhất và Teen Choice Awards, cô đã hai lần được xứng tên trong danh sách 21 ngôi sao trẻ dưới 21 tuổi của tạp chí Billboard, và đã nhận được Giải thưởng Ngôi sao Âm nhạc Rising Star năm 2017 của Billboard. Vào tháng 11 năm 2017, VanderWaal phát hành album đầu tay với tựa đề Just The Beginning và bắt đầu tour diễn đầu tiên của cô

## Thời thơ ấu

### Gia đình và giáo dục
Grace VanderWaal sinh vào ngày 15 tháng 01 năm 2004 gần Kansas City, Kansas, cha mẹ cô là Tina và David VanderWaal, vào thời điểm đó đang sinh sống tại Lenexa. Cha cô David là một người gốc Hà Lan và hiện đang làm phó chủ tịch tiếp thị của tập đoàn LG Electronics. VanderWaal chuyển đến Suffern, New York, nơi cô sinh sống cùng cha mẹ và người chị gái, cô cũng có một người anh trai. Sau khi chiến thắng cuộc thi America's Got Talent, VanderWaal đã chuyển sang học tại nhà và bắt đầu đăng ký tham gia các khóa học online dành cho học sinh thuộc khối lớp 7, sau đó cô quay trở lại trường học và tiếp tục học chương trình lớp 8.

### Những nỗ lực âm nhạc đầu tiên
VanderWaal bắt đầu sáng tác những bài hát đầu tiên khi cô mới lên 3 với việc sử dụng một micro không dây khi sáng tác nhạc. Ở tuối thiếu niên, cô đã tìm thấy cảm hứng sáng tác nhạc bằng việc xem phim và cố gắng tưởng tượng nên những suy nghĩ của các nhân vật, và rằng "Sẽ ra sao nếu tôi là họ, và viết một bài hát?". Cô cũng quyết định chơi ukulele sau khi xem một người thân của gia đình chơi loại nhạc cụ này, cùng với đó cô cũng xem những video âm nhạc của Twenty One Pilots trên YouTube. Sau đó cô đã dành số tiền của mình mà cô đã nhận được trong lần sinh nhật lần thứ 11 của mình để mua một cây đàn ukulele. Cô cũng đã từng chơi saxophone khi còn trong ban nhạc của trường.